# سرریز (کامیاران)
سرریز یک روستا در ایران است که در بخش مرکزی شهرستان کامیاران در استان کردستان واقع شده‌است.

## جمعیت
این روستا در دهستان ژاورود قرار دارد و براساس سرشماری مرکز آمار ایران در سال ۱۳۸۵، جمعیت آن ۹۸۴ نفر (۲۳۶ خانوار) بوده‌است.